# ماری ولز
ماری ولز (انگلیسی: Mary Wells؛ ۱۳ مهٔ ۱۹۴۳ – ۲۶ ژوئیهٔ ۱۹۹۲) یک موسیقی‌دان اهل ایالات متحده آمریکا بود.